# Adiutore
Adiutore  è un nome proprio di persona italiano maschile.

## Varianti
- Femminili: Adiutrice[2]

### Varianti in altre lingue
- Catalano: Adjutor[3], Adjutori[3]
- Latino: Adiutor[1][3]
- Spagnolo: Adjutor[3], Adyutor[3]

## Origine e diffusione
Deriva dal nome latino Adiutor; è basato sul verbo adiuvare ("aiutare"), quindi significa "colui che aiuta", "aiutante"; è legato etimologicamente al nome Adiuto.
È tipico della Campania.

## Onomastico
L'onomastico si può festeggiare in memoria di più santi, alle date seguenti:
- 30 aprile, sant'Adiutore, nobile e poi monaco ed eremita benedettino a Vernon[4][5]
- 1º settembre (o 15 maggio o 9 febbraio), sant'Adiutore, vescovo e martire in Campania con altri compagni[3][4][5]
- 18 dicembre, sant'Adiutore, martire in Africa con altri compagni[5]